# 斯韦勒·勒肯
斯韦勒·勒肯（挪威語：Sverre Løken，1960年7月27日—），挪威男子赛艇运动员。他曾代表挪威参加1984年夏季奥林匹克运动会赛艇比赛，获得男子双人单桨无舵手铜牌。